# Denys Balan
Denys Dmytrovyč Balan (in ucraino Денис Дмитрович Балан?; Odessa, 18 agosto 1993) è un calciatore ucraino, difensore del Podillja.

## Carriera

### Club
Cresciuto nel settore giovanile della Dinamo Kiev, tra il 2013 e il 2014 ha collezionato 9 presenze con la squadra riserve, dopo una breve parentesi al Dnipro nel 2012, dove non è mai sceso in campo. Negli anni successivi ha militato tra la seconda e la terza divisione ucraina, vestendo le maglie di diversi club. Nell'estate del 2017 è stato acquistato dal Čornomorec', con cui ha esordito in Prem"jer-liha il 30 luglio, nella sconfitta per 3-0 contro l'Illičivec'. Nel mese di settembre, dopo appena 3 presenze in campionato, è passato all'Inhulec', con cui ha ottenuto la promozione in massima serie al termine della stagione 2019-2020. Dopo aver totalizzato 85 presenze e 3 reti con la maglia dell'Inhulec', nel 2021 si è trasferito al Kryvbas Kryvyj Rih, in Perša Liha. Tuttavia, nell'aprile del 2022, a causa dell'invasione russa dell'Ucraina, il campionato è stato sospeso ed è passato al Táborsko, in Fotbalová národní liga, la seconda divisione ceca, senza però disputare alcun incontro ufficiale. Nell'estate dello stesso anno è stato ceduto al ViOn Z.M., club militante nella Superliga slovacca.

### Nazionale
Ha rappresentato le nazionali giovanili ucraine dall'Under-16 all'Under-19.

## Statistiche

### Presenze e reti nei club
Statistiche aggiornate al 23 luglio 2022.
| Stagione        | Squadra            | Campionato      | Campionato | Campionato | Coppe nazionali | Coppe nazionali | Coppe nazionali | Coppe continentali | Coppe continentali | Coppe continentali | Altre coppe | Altre coppe | Altre coppe | Totale | Totale |
| Stagione        | Squadra            | Comp            | Pres       | Reti       | Comp            | Pres            | Reti            | Comp               | Pres               | Reti               | Comp        | Pres        | Reti        | Pres   | Reti   |
| --------------- | ------------------ | --------------- | ---------- | ---------- | --------------- | --------------- | --------------- | ------------------ | ------------------ | ------------------ | ----------- | ----------- | ----------- | ------ | ------ |
| gen.-giu. 2013  | Dinamo-2 Kiev      | 1L              | 7+1        | 0          |                 | -               | -               |                    | -                  | -                  |             | -           | -           | 8      | 0      |
| 2013-mar. 2014  | Dinamo-2 Kiev      | 1L              | 1          | 0          |                 | -               | -               |                    | -                  | -                  |             | -           | -           | 1      | 0      |
| mar.-giu. 2014  | Real Farma Odessa  | 2L              | 4          | 0          | CU              | -               | -               |                    | -                  | -                  |             | -           | -           | 4      | 0      |
| 2014-2015       | Real Farma Odessa  | 2L              | 21         | 1          | CU              | 1               | 0               |                    | -                  | -                  |             | -           | -           | 22     | 1      |
| 2015-2016       | Čerkas'kyj Dnipro  | 1L              | 9          | 0          | CU              | 0               | 0               |                    | -                  | -                  |             | -           | -           | 9      | 0      |
| 2016-2017       | Čerkas'kyj Dnipro  | 1L              | 24         | 0          | CU              | 1               | 0               |                    | -                  | -                  |             | -           | -           | 25     | 0      |
| lug.-set. 2017  | Čornomorec'        | PL              | 3          | 0          | CU              | -               | -               |                    | -                  | -                  |             | -           | -           | 3      | 0      |
| 2017-2018       | Inhulec'           | 1L              | 22         | 0          | CU              | 0               | 0               |                    | -                  | -                  |             | -           | -           | 22     | 0      |
| 2018-2019       | Inhulec'           | 1L              | 15         | 0          | CU              | 3               | 0               |                    | -                  | -                  |             | -           | -           | 18     | 0      |
| 2019-2020       | Inhulec'           | 1L              | 26         | 1          | CU              | 2               | 0               |                    | -                  | -                  |             | -           | -           | 28     | 1      |
| 2020-2021       | Inhulec'           | PL              | 22         | 0          | CU              | 0               | 0               |                    | -                  | -                  |             | -           | -           | 22     | 0      |
| 2021-apr. 2022  | Kryvbas Kryvyj Rih | 1L              | 16         | 0          | CU              | 0               | 0               |                    | -                  | -                  |             | -           | -           | 16     | 0      |
| 2022-2023       | ViOn Z.M.          | SL              | 2          | 0          | CS              | 0               | 0               |                    | -                  | -                  |             | -           | -           | 2      | 0      |
| Totale carriera | Totale carriera    | Totale carriera | 173        | 4          |                 | 7               | 0               |                    | -                  | -                  |             | -           | -           | 180    | 4      |